# Fantastic Four (còmic)
Fantastic Four és el nom de diversos títols de comic books protagonitzat per l'equip dels Fantastic Four (creats per Stan Lee i Jack Kirby) i publicat per Marvel Comics, a partir de la sèrie original de còmics Fantastic Four que va debutar el 1961.
Com a primer títol de l'equip de superheroi produït per Marvel Comics, va constituir la pedra angular del creixement de la companyia als anys seixanta des d'una petita divisió d'una editorial fins a un conglomerat de cultura pop. El títol continuaria mostrant el talent de creadors de còmics com Roy Thomas, John Buscema, Rich Buchler, George Pérez, John Byrne, Walt Simonson, Tom DeFalco, Paul Ryan, Chris Claremont, Salvador Larroca, Mark Waid, Mike Wieringo, Jonathan Hickman i Dan Slott. The Fantastic Four és un dels diversos títols de Marvel originaris de l'edat de plata dels còmics que es va publicar contínuament fins al 2015 abans de tornar a publicar-se el 2018.

## Historia de les publicacions
L'editor de revistes i còmics Martin Goodman, seguidor de tendències editorials, conscient de les fortes vendes de Justice League of America, va dirigir el seu editor de còmics, Stan Lee, a crear una sèrie de còmics sobre un equip de superherois. Segons escrivia Lee el 1974, "Martin va mencionar que havia notat que un dels títols publicats per National Comics semblava que venia millor que la majoria. Era un llibre que es deia The [sic] Justice League of America i estava formada per un equip de superherois. ... "Si la Lliga de la Justícia està venent", va dir ell, "per què no exposem un còmic que tingui un equip de superherois?":16

### Anys 60-70
El llançament de The Fantastic Four #1 el 8 d'agost de 1961 (amb data de portada novembre de 1961) va ser un èxit inesperat. Lee s'havia mostrat disposat a deixar el camp de còmics en aquell moment, però la resposta positiva de Fantastic Four el va convèncer perquè continués. El títol va començar a rebre correu de fans i Lee va començar a imprimir les cartes en una columna de cartes amb el número # 3. També amb el tercer número, Lee va crear el lema hiperbòlic "The Greatest Comic Magazine in the World!!" (La revista més gran del còmic del món!!) Al número següent, es va canviar l'eslògan per "The World's Greatest Comic Magazine!" i es va ser fixe en les portades d'emissions als anys 90, :87 i en nombroses portades als anys 2000.
El número 4 (data de portada maig de 1962) va reintroduir Namor the Sub-Mariner, un antiheroi aquàtic que va ser un personatge estrella de la primera iteració de Marvel, Timely Comics, durant el període de finals dels anys 1930 i 1940 que historiadors i aficionats van anomenar l'Edat Daurada dels còmics. El número 5 (juliol de 1962) va presentar la némesi més freqüent de l'equip, Doctor Doom. Aquests primers números es van publicar bimensualment. Amb el número # 16 (juliol de 1963), el The del títol de portada va caure i es va convertir simplement en Fantastic Four.
Kirby va deixar Marvel el 1970, havent dibuixat els primers 102 números més un número inacabat, parcialment publicat a Fantastic Four # 108 amb alteracions, i posteriorment completat i publicat com a Fantastic Four: The Lost Adventure (abril de 2008). Fantastic Four va continuar amb Lee, Roy Thomas, Gerry Conway i Marv Wolfman com a escriptors regulars consecutius, treballant amb artistes com John Romita Sr., John Buscema, Rich Buckler i George Pérez, amb l'entintat durant molt temps de Joe Sinnott donant continuïtat visual. Jim Steranko també va contribuir amb diverses portades durant aquest temps. Una sèrie de curta durada titulada Super-Stars Giant-Size, protagonitzada per l'equip, va començar al maig del 1974 i va canviar el seu títol per Giant-Size Fantastic Four amb el número 2. John Byrne es va unir al títol amb el número # 209 (agost 1979), fent desglossaments de llapis perquè Sinnott l'acabés i entintés.

### Anys 80-90
Bill Mantlo va seguir breument a Wolfman com a escriptor de la sèrie i va escriure un creuament amb Peter Parker, The Spectacular Spider-Man # 42 (maig de 1980). Byrne va escriure i va dibuixar un còmic promocional Fantastic Four de mida gegant per a Coca-Cola, que va ser rebutjat per Coca-Cola per considerar-lo massa violent i va ser publicat a Fantastic Four # 220-221 (juliol-agost de 1980). L'escriptor Doug Moench i el dibuixant Bill Sienkiewicz es van fer càrrec de 10 números. Amb el número 232 (juliol de 1981), titulat "Back to the Basics", Byrne va començar la seva carrera com a escriptor, dibuixant i entintador, el darrer amb el pseudònim de Bjorn Heyn en aquest número.
Byrne va revitalitzar el títol de la caiguda en la seva etapa.:265 Originalment, Byrne tenia programat escriure amb Sienkiewicz proporcionant l'art. Sienkiewicz va deixar la sèrie per fer Knight de Lluna i Byrne va acabar com a escriptor, artista i entintador. Al còmic es van assignar diversos editors; finalment Bob Budiansky es va convertir en l'editor habitual. Byrne va dir a Jim Shooter que no podia treballar amb Budiansky, tot i que finalment van continuar treballant junts. El 2006, Byrne va dir "aquesta és la meva paranoia. Miro enrere i crec que aquell va ser Shooter intentant forçar-me a sortir del llibre ". Byrne va sortir després del número # 293 (agost de 1986) enmig d'un arc argumental, explicant que no podia recuperar la diversió que havia tingut anteriorment a la sèrie.
Byrne va ser seguit per una ràpida successió d'escriptors: Roger Stern, Tom DeFalco i Roy Thomas. Steve Englehart va ocupar el càrrec de guionista als números 304–332 (excepte el número 320). El títol havia estat en dificultats, així que Englehart va decidir fer canvis radicals. Va sentir que el títol s'havia enfosquit compost normalment per Reed, Sue, Ben i Johnny, per la qual cosa al número 308 Reed i Sue es van retirar i van ser reemplaçats per la nova núvia de la Cosa, Sharon Ventura, i l'antic amor de Johnny Storm, Crystal. Els canvis van augmentar els lectors a partir del número 321. En aquest moment, Marvel va prendre decisions sobre un altre còmic d'Englehart, West Coast Avengers, amb el qual no estava d'acord i, en protesta, va canviar la seva signatura per SFX Englehart (SFX és l'abreviatura de Simple Sound Effects). A la publicació núm. 326, se li va dir a Englehart que recuperés a Reed i Sue i desfés els altres canvis que hagués fet. Això va fer que Englehart retirés completament el seu nom del cómic i utilitzés el pseudònim John Harkness, que havia creat anys abans per treballs amb els quals no volia estar associat. Segons Englehart, la sortida del número 326 fins al seu últim número, el # 332, va ser "un dels trams més dolorosos de la [seva] carrera". L'escriptor-artista Walt Simonson es va fer càrrec com a escriptor amb el número 334 (desembre de 1989), i tres números després van començar a dibuixar-los i entintar-los. Amb breus excepcions d'entintat, dos números d'ompliment (els anomenats fill-in) i un arc de tres números elaborat per Arthur Adams, Simonson es va mantenir a les tres posicions fins al número 354 (juliol de 1991).
Simonson, que havia escrit el còmic de l'equip The Avengers, havia rebut l'aprovació perquè Reed i Sue perquè s'unissin a aquest equip després que Englehart els tragués de Fantastic Four. Tot i així, per The Avengers # 300, on estava programat unir-se a l'equip, Simonson va dir que els personatges tornarien a Fantastic Four. Això va fer que Simonson deixés The Avengers després d'aquest número. Poc després, se li va oferir la feina d'escriure Fantastic Four. Després d'haver preparat una sèrie d'històries que relacionaven els Venjadors amb Reed i Sue, va reescriure les seves notes per a Fantastic Four. Simonson va recordar més tard que treballar a Fantastic Four li va permetre utilitzar els membres originals de The Avengers, Thor i Iron Man, els quals se li havien impedit utilitzar a The Avengers.
Després d'un altre fill-in, es va fer càrrec de l'equip regular de l'escriptor i redactor cap de Marvel, Tom DeFalco, el dibuixant a llapis Paul Ryan i l'entintador Dan Bulanadi, amb Ryan entintant els seus llapis el número 360 (gener de 1992). Aquest equip, amb altres entintadors molt ocasionalment, va continuar durant anys fins al número 414 (juliol de 1996). DeFalco va anul·lar el matrimoni Storm-Masters al explicar per retrocontinuïtat que l'Imperi Skrull havia segrestat la veritable Alicia i l'havia substituïda per una espia anomenada Lyja. Un cop descoberta, Lyja, que ella mateixa s'havia enamorat de Johnny Storm, va ajudar els Quatre Fantàstics a rescatar-la. Ventura va marxar després de ser mutada més endavant pel doctor Doom. Tot i que alguns aficionats no es van mostrar satisfets amb l'etapa de DeFalco a Fantastic Four, anomenant-lo "The Great Satan", les vendes del títol van augmentar al llarg del període.
La sèrie en curs es va cancel·lar amb el número 416 (setembre de 1996) i es va rellançar com vol. 2, núm. 1 (de novembre de 1996) formant part de l'arc argumental del crossover entre diverses sèries "Heroes Reborn". El volum va durat tot l'any tornar a explicar les primeres aventures de l'equip amb alguns canvis i un estil més contemporani, ambientades en una altra terra. Després de finalitzar aquell experiment, Fantastic Four va ser rellançada amb el vol. 3, núm. 1 (gener 1998). Començat per l'equip de l'escriptor Scott Lobdell i el dibuixant Alan Davis, va passar després de tres números a l'escriptor Chris Claremont (co-escrivint amb Lobdell els números 4-5) i al dibuixant valencià Salvador Larroca; aquest equip va continuar fins al número 32 (agost 2000).

### Anys 2000
Després de l'etapa de Claremont i Larroca, després de dos números escrits per John Francis Moore encara amb Larroca als dibuixos, Carlos Pacheco i Rafael Marín es van fer càrrec el primer com a dibuixant i co-escriptor i el segon com co-escriptor, incorporant també com co-escriptor a Jeph Loeb a partir del número 38 (gener de 2002). Aquesta sèrie va començar a utilitzar la doble numeració, com si la sèrie original de Fantastic Four hagués continuat ininterrompuda, amb el número 42/ 471 (juny de 2001). Aleshores, les sèries de Marvel Comics iniciades als anys seixanta, com Thor i The Amazing Spider-Man, van rebre una doble numeració a la portada, amb la numeració del volum actual al costat de la numeració de la sèrie original. Després de la publicació # 70 / # 499 (agost 2003), el títol passaria al seu volum 1 original amb el número # 500 (setembre de 2003).
Karl Kesel va succeir a Loeb com a co-escriptor amb el número 51 / # 480 (març de 2002) i, després d'uns quants números amb equips temporals, Mark Waid es va fer càrrec com a escriptor amb el número 60/489 (octubre de 2002) amb l'artista Mike Wieringo amb Marvel llançant una versió variant promocional del seu número de debut de 2,25 dòlars, al preu de nou cèntims EUA. Els dibuixant Mark Buckingham, Casey Jones i Howard Porter van contribuir de manera diversa a partir del número 524 (maig de 2005), amb un grapat de números d'altres equips també durant aquest temps. L'escriptor J. Michael Straczynski i el dibuixant Mike McKone van fer els números # 527-541 (juliol de 2005 - novembre de 2006), amb Dwayne McDuffie assumint el càrrec com a escriptor el següent número, i Paul Pelletier succeint McKone des del número 544 (maig de 2007).
Com a resultat dels esdeveniments de la història de "Civil War" (Guerra Civil), Black Panther i Storm van substituir temporalment Reed i Susan Richards a l'equip. Durant aquest període, els Quatre Fantàstics també van aparèixer a Black Panther, escrita per Reginald Hudlin i llapis principalment per Francis Portela. A partir del número 554 (abril de 2008), l'escriptor Mark Millar i el dibuixant Bryan Hitch van començar el que Marvel va anunciar com un número de setze números. Després de la història de crossover de l'estiu de 2008, "Secret Invasion" (Invasió Secreta) i després de "Dark Reign" del 2009, fent la crònica de l'assignació del govern dels Estats Units de les funcions de seguretat de la Nació al supervisor aparentment reformat Norman Osborn, els Fantastic Four va protagonitzar una minisèrie de cinc números, Dark Reign: Fantastic Four (maig-setembre de 2009), escrita per Jonathan Hickman, amb art de Sean Chen. Hickman es va fer càrrec com l'escriptor habitual de la sèrie a partir del número 570 amb Dale Eaglesham i posteriorment Steve Epting al dibuix.

### Dècada del 2010
A la història "Three" (tres), que va concloure a Fantastic Four # 587 (data de portada març de 2011, publicada el 26 de gener de 2011), la Human Torch sembla morir aturant una horda de monstres de la dimensió de la Zona Negativa. La sèrie va acabar amb el número número # 588 i es va rellançar el març del 2011 com a simple FF. El rellançament va veure que l'equip assumia un nou nom, Future Foundation, adoptava nous vestits en blanc i negre i incloïa a Spider-Man, aliat durant molt de temps, com a membre. A l'octubre de 2011, amb la publicació de la FF # 11 (portada de desembre de 2011), la sèrie arribava al un número total de 599.
Al novembre de 2011, per commemorar el cinquantè aniversari del Fantastic Four i de Marvel Comics, la companyia va publicar Fantastic Four # 600 de 100 pàgines (amb portada datada el gener de 2012), que va retornar el títol a la seva numeració original i va presentar el retorn de la Torxa Humana. Va revelar el destí del personatge de Johnny Storm després del número # 587, mostrant que mentre va morir de fet, va ser ressuscitat per lluitar com a gladiador per l'entreteniment d'Annihilus on va morir i ressuscitar repetidament. Posteriorment Storm va formar una força de resistència anomenada Light Brigade i va derrotar a Annihilus.
Com a part de Marvel NOW! Fantastic Four va acabar amb el número 611, i va acabar amb la llarga etapa de Jonathan Hickman als títols de FF, i el títol es va tornar a llançar al novembre de 2012 amb l'equip creatiu de l'escriptor Matt Fraction i l'artista Mark Bagley. En el nou títol amb la seva numeració a partir del número 1, tota la família Fantastic Four explora l'espai junts, amb la intenció oculta de Reed Richards de descobrir per què els seus poders s'estaven esvaint. El grup deixa un altre equip substituït a la terra en un nou volum de FF que transcorre de forma paral·lela, amb Fraction de guionista i dibuix de Mike Allred.
L'escriptor James Robinson i l'artista Leonard Kirk llançar una nova sèrie Fantastic Four el febrer del 2014 (data de portada d'abril del 2014).
Posteriorment, Robinson va confirmar que Fantastic Four seria cancel·lada el 2015 amb el número # 645, dient que "El llibre torna a la seva xifra original i el còmic estarà fora per un temps. Me'n vaig al final de Fantastic Four. Només vull tranquil·litzar la gent que no acabareu aquest còmic amb un mal gust a la boca." Després de la història de les "Secret Wars", la Cosa està treballant amb els Guardians de la Galàxia i la Torxa Humana actua com a ambaixador amb els Inhumans. Amb els poders de Franklin restaurats i Reed havent absorbit el poder dels Beyonders procedent de Doom, la família de Richards treballa en viatjar i reconstruir el multivers, però Peter Parker ha comprat l'edifici Baxter per mantenir-lo "segur" fins que l'equip estigui llest per tornar-hi.
L'escriptor Dan Slott i l'artista Sara Pichelli van llançar una nova sèrie Fantastic Four amb data de portada agost de 2018.

## Impacte cultural
El primer número de The Fantastic Four va ser un èxit, iniciant una nova direcció per als còmics de superherois i aviat va influir en molts altres còmics de superherois. Els lectors es van aficionar al mal humor de Ben, a la tendència de Johnny a molestar als altres i a les discussions de Reed i Sue. Stan Lee es va sorprendre davant la reacció al primer número, portant-lo a mantenir-se al camp del còmic malgrat els plans previs de sortir-ne. L'historiador del còmic Stephen Krensky va dir que "el diàleg natural i els personatges defectuosos de Lee van apel·lar als nens dels anys 60 que els veien com reals".
Al 2005, s'havien venut 150 milions de còmics dels Quatre Fantàstics.

## Edicions col·leccionades
Les històries de Fantastic Four han estat recopilades en diverses publicacions de paperback i de tapa dura.
| Title                      | Years covered | Material collected                                                                                    | Pages | Publication date | ISBN              |
| -------------------------- | ------------- | --- | ----- | ---------------- | ----------------- |
| The Fantastic Four, Vol. 1 | 1961–1963     | The Fantastic Four #1–20, Annual #1                                                                   | 544   | November 1998    | 978-0785106661    |
| The Fantastic Four, Vol. 2 | 1963–1965     | The Fantastic Four #21–40, Annual #2; Strange Tales Annual #2                                         | 528   | October 1999     | 978-0785107316    |
| The Fantastic Four, Vol. 3 | 1965–1967     | The Fantastic Four #41–63, Annual #3–4                                                                | 536   | August 2001      | 978-0785126256    |
| The Fantastic Four, Vol. 4 | 1967–1968     | The Fantastic Four #64–83, Annual #5–6                                                                | 536   | June 2005        | 978-0785114840    |
| The Fantastic Four, Vol. 5 | 1969–1971     | The Fantastic Four #84–110, Annual #7–8                                                               | 568   | June 2006        | 978-0785121626    |
| The Fantastic Four, Vol. 6 | 1971–1973     | The Fantastic Four #111–137                                                                           | 592   | May 2007         | 978-0785126973    |
| The Fantastic Four, Vol. 7 | 1973–1975     | The Fantastic Four #138–159; Giant-Size Super-Stars #1; Giant-Size Fantastic Four #2–4; Avengers #127 | 560   | July 2008        | 978-0785130635    |
| The Fantastic Four, Vol. 8 | 1975–1977     | The Fantastic Four #160–179, 181–183, Annual #11; Marvel Two-in-One #20, Annual #1                    | 520   | May 2010         | 978-0785145387    |
| The Fantastic Four, Vol. 9 | 1977–1979     | The Fantastic Four #184–188, 190–207, Annual #12–13                                                   | 512   | July 2013        | 978-0-7851-8410-2 |

Com part de la sèrie Marvel Masterworks:
| #                | Title                       | Material collected                                                                                      | Pages | First edition      | Second edition | ISBN              |
| ---------------- | --------------------------- | --- | ----- | ------------------ | -------------- | ----------------- |
| Hardcovers       |                             | |       |                    |                |                   |
| 2                | The Fantastic Four: Vol. 1  | The Fantastic Four #1–10                                                                                | 256   | November 1987      | June 2003      | 978-0785111818    |
| 6                | The Fantastic Four: Vol. 2  | The Fantastic Four #11–20, Annual #1                                                                    | 295   | October 1988       | July 2003      | 978-0785109808    |
| 13               | The Fantastic Four: Vol. 3  | The Fantastic Four #21–30                                                                               | 234   | September 1990     | September 2003 | 978-0871356291    |
| 15               | The Silver Surfer: Vol. 1   | The Silver Surfer #1–6; The Fantastic Four Annual #5                                                    | 260   | June 1991          | June 2003      | 978-0785131137    |
| 21               | The Fantastic Four: Vol. 4  | The Fantastic Four #31–40, Annual #2                                                                    | 264   | November 1992      | November 2003  | 978-0785111832    |
| 25               | The Fantastic Four: Vol. 5  | The Fantastic Four #41–50, Annual #3                                                                    | 240   | October 1993       | January 2004   | 978-0785111849    |
| 28               | The Fantastic Four: Vol. 6  | The Fantastic Four #51–60, Annual #4                                                                    | 240   | October 2000       | March 2004     | 978-0785112662    |
| 34               | The Fantastic Four: Vol. 7  | The Fantastic Four #61–71, Annual #5                                                                    | 304   | August 2004        | N/A            | 978-0785115847    |
| 42               | The Fantastic Four: Vol. 8  | The Fantastic Four #72–81, Annual #6                                                                    | 272   | March 2005         | N/A            | 978-0785116943    |
| 53               | The Fantastic Four: Vol. 9  | The Fantastic Four #82–93, Annual #7                                                                    | 272   | November 2005      | N/A            | 978-0785118466    |
| 62               | The Fantastic Four: Vol. 10 | The Fantastic Four #94–104                                                                              | 272   | May 2006           | N/A            | 978-0785120612    |
| 103              | The Fantastic Four: Vol. 11 | The Fantastic Four #105–116                                                                             | 272   | September 2008     | N/A            | 978-0785130468    |
| 132              | The Fantastic Four: Vol. 12 | The Fantastic Four #117–128                                                                             | 272   | February 2010      | N/A            | 978-0785142188    |
| 169              | The Fantastic Four: Vol. 13 | The Fantastic Four #129–141                                                                             | 288   | November 9, 2011   | N/A            | 978-0-7851-5040-4 |
| 188              | The Fantastic Four: Vol. 14 | The Fantastic Four #142–150, Giant-Size Super-Stars #1, Giant-Size Fantastic Four #2, The Avengers #127 | 272   | November 14, 2012  | N/A            | 978-0-7851-5963-6 |
| 197              | The Fantastic Four: Vol. 15 | The Fantastic Four #151–163                                                                             | 312   | August 21, 2013    | N/A            | 978-0785166252    |
| 210              | The Fantastic Four: Vol. 16 | Fantastic Four #164–175, Fantastic Four Annual #11, Marvel Two-In-One #20, Marvel Two-In-One Annual #1  | 328   | September 9, 2014  | N/A            | 978-0-7851-8845-2 |
| 220              | The Fantastic Four: Vol. 17 | Fantastic Four #176–191                                                                                 | 272   | June 10, 2015      | N/A            | 978-0-7851-9192-6 |
| 236              | The Fantastic Four: Vol. 18 | Fantastic Four #192–203, Fantastic Four Annual #12–13                                                   | 328   | September 14, 2016 | N/A            | 978-1-302-90009-0 |
| 253              | The Fantastic Four: Vol. 19 | Fantastic Four #204–218, Fantastic Four Annual #14                                                      | 328   | December 15, 2017  | N/A            | 978-1-302-90347-3 |
| 264              | The Fantastic Four: Vol. 20 | Fantastic Four #219–231, Fantastic Four Annual #15                                                      | 320   | September 12, 2018 | N/A            | 978-1-302-91027-3 |
| Trade paperbacks |                             | |       |                    |                |                   |
|                  | The Fantastic Four: Vol. 1  | The Fantastic Four #1–10                                                                                | 256   | March 2009         | N/A            | 978-0785137108    |
|                  | The Fantastic Four: Vol. 2  | The Fantastic Four #11–20, Annual #1                                                                    | 295   | July 2009          | N/A            | 978-0785137122    |
|                  | The Fantastic Four: Vol. 3  | The Fantastic Four #21–30                                                                               | 234   | February 2010      | N/A            | 978-0785142966    |
|                  | The Fantastic Four: Vol. 4  | The Fantastic Four #31–40, Annual #2                                                                    | 264   | October 2010       | N/A            | 978-0785145660    |
|                  | The Fantastic Four: Vol. 5  | The Fantastic Four #41–50, Annual #3                                                                    | 240   | February 2011      | N/A            | 978-0785150589    |
|                  | The Fantastic Four: Vol. 6  | The Fantastic Four #51–60, Annual #4                                                                    | 240   | May 2011           | N/A            | 978-0785150602    |
|                  | The Fantastic Four: Vol. 7  | The Fantastic Four #61–71, Annual #5                                                                    | 304   | November 2011      | N/A            | 978-0785150626    |
|                  | The Fantastic Four: Vol. 8  | The Fantastic Four #72–81, Annual #6                                                                    | 272   | August 2012        | N/A            | 978-0785162940    |
|                  | The Fantastic Four: Vol. 9  | The Fantastic Four #82–93, Annual #7                                                                    | 272   | June 2013          | N/A            | 978-0785167600    |
|                  | The Fantastic Four: Vol. 10 | The Fantastic Four #94–104                                                                              | 272   | Apr 2014           | N/A            | 978-0785120612    |

### Paperbacks
| Title                                                                       | Material collected | Writer | Publication date | ISBN           |
| --------------------------------------------------------------------------- | --- | --- | ---------------- | -------------- |
| Origins of Marvel Comics                                                    | Fantastic Four #1 and #55 | Stan Lee | September 1974   | 978-0671218638 |
| Marvel Comics' The Fantastic Four                                           | Fantastic Four #1–6 | Stan Lee | November 1977    | 0-671-81445-1  |
| The Fantastic Four                                                          | Fantastic Four #4, 48–50, and #87 | Stan Lee | September 1979   | 978-0671248123 |
| Bring on the Bad Guys: Origins of the Marvel Comics Villains                | Fantastic Four #5 and Fantastic Four Annual #2 | Stan Lee | October 1976     | 978-0671223557 |
| The Superhero Women: Featuring the Fabulous Females of Marvel Comics        | Fantastic Four #22 | Stan Lee | November 1977    | 978-0671229283 |
| Marvel's Greatest Superhero Battles                                         | Fantastic Four #25–26 | Stan Lee | November 1978    | 978-0671243913 |
| Inhumans: The Origin of the Inhumans                                        | Fantastic Four #36, 38–47, 62–65, Annual #5 and material from #48, 50, 52, 54–61                                                                        | Stan Lee | 1965             | 978-0785184973 |
| Fantastic Four Visionaries: George Pérez, Vol. 1                            | Fantastic Four #164–167, 170, 176–178, 184–186 | Roy Thomas, Len Wein | June 2005        | 978-0785117254 |
| Fantastic Four: Crusaders & Titans                                          | Fantastic Four #164–176 | Roy Thomas, Len Wein | June 2005        | 978-0785184362 |
| Fantastic Four Visionaries: George Pérez, Vol. 2                            | Fantastic Four #187–188, 191–192, Annual #14–15; Marvel Two-in-One #60; Adventures of the Thing #3                                                      | Len Wein, Marv Wolfman | April 2006       | 978-0785120605 |
| Fantastic Four: Reunited They Stand                                         | Fantastic Four #201–203, Annual #12–14 | Marv Wolfman | February 2013    | 978-0785162865 |
| Nova Classic, Vol. 3                                                        | Fantastic Four #204–206, 208–214, Nova #20–25 | Marv Wolfman, Bill Mantlo | April 2014       | 978-0785185529 |
| Fantastic Four Visionaries: John Byrne, Vol. 0                              | Fantastic Four #215–218, 220–221; Marvel Team-Up #61–62; Marvel Two-in-One #50                                                                          | Marv Wolfman, Bill Mantlo, Chris Claremont, John Byrne                                                                                    | January 2009     | 978-0785137610 |
| Fantastic Four Visionaries: John Byrne, Vol. 1                              | Fantastic Four #232–240 | John Byrne | November 2001    | 978-0785142706 |
| Fantastic Four Visionaries: John Byrne, Vol. 2                              | Fantastic Four #241–250 | John Byrne | May 2004         | 978-0785114642 |
| Fantastic Four: Trial of Galactus                                           | Fantastic Four #242–244, 257–262; What the--?! #2 | John Byrne | September 1990   | 978-0871355751 |
| Fantastic Four Visionaries: John Byrne, Vol. 3                              | Fantastic Four #251–257, Annual #17; Avengers #233; Thing #2                                                                                            | John Byrne | January 2005     | 978-0785116790 |
| Fantastic Four Visionaries: John Byrne, Vol. 4                              | Fantastic Four #258–267; Alpha Flight #4; Thing #10 | John Byrne | March 2005       | 978-0785117100 |
| Fantastic Four Visionaries: John Byrne, Vol. 5                              | Fantastic Four #268–275, Annual #18; Thing #19 | John Byrne | December 2005    | 978-0785118442 |
| Fantastic Four Visionaries: John Byrne, Vol. 6                              | Fantastic Four #276–284; Secret Wars II #2; Thing #23                                                                                                   | John Byrne | September 2006   | 978-0785121909 |
| Fantastic Four Visionaries: John Byrne, Vol. 7                              | Fantastic Four #285–286, Annual #19; Avengers #263, Annual #14; X-Factor #1                                                                             | John Byrne | June 2007        | 978-0785127352 |
| Fantastic Four Visionaries: John Byrne, Vol. 8                              | Fantastic Four #287–295 | John Byrne | December 2007    | 978-0785127369 |
| Fantastic Four Visionaries: Walt Simonson, Vol. 1                           | Fantastic Four #334–341 | Walt Simonson | May 2007         | 978-0785127581 |
| Fantastic Four Visionaries: Walt Simonson, Vol. 2                           | Fantastic Four #342–346 | Walt Simonson | August 2008      | 978-0785131304 |
| Fantastic Four Visionaries: Walt Simonson, Vol. 3                           | Fantastic Four #347–350, 352–354 | Walt Simonson | November 2009    | 978-0785137511 |
| Fantastic Four: Monsters Unleashed                                          | Fantastic Four #347–349 | Walt Simonson | January 1992     | 978-0871358776 |
| Fantastic Four: Nobody Gets Out Alive                                       | Fantastic Four #387–392 | Tom DeFalco | February 1995    | 978-0785100638 |
| Fantastic Four/Inhumans: Atlantis Rising                                    | Namor the Sub-Mariner #60–62, Fantastic Four: Atlantis Rising #1–2, Fantastic Force #8–9, Fantastic Four #401–402, Fantastic Four Unlimited #11         | Tom DeFalco | January 2014     | 978-0785185482 |
| X-Men: The Complete Onslaught Epic Vol 2                                    | Fantastic Four #415; X-Factor #125–126, Generation X #18, Wolverine #104, X-Men #55, Uncanny X-Men #336, Cable #35, and X-Force #58                     | Tom DeFalco | June 2008        | 978-0785128243 |
| X-Men: The Complete Onslaught Epic Vol 3                                    | Fantastic Four #416; Hulk #445, Iron Man #332, Avengers #402, Punisher #11, X-Man #19, Amazing Spider-Man #415, Green Goblin #12, Spider-Man #72        | Tom DeFalco | August 2008      | 978-0785128250 |
| Fantastic Four: Heroes Reborn                                               | Fantastic Four vol. 2 #1-6 | Brandon Choi, Jim Lee | July 2000        | 978-0785107446 |
| Heroes Reborn: Fantastic Four                                               | Fantastic Four vol. 2 #1-12 | Brandon Choi, Jim Lee, Brett Booth, Ron Lim                                                                                               | 2006             | 978-0785123361 |
| Fantastic Four: Heroes Return                                               | Fantastic Four vol. 3 #1–4 | Scott Lobdell, Chris Claremont | March 2000       | 978-0785107217 |
| Fantastic Four: Heroes Return - The Complete Collection Vol.1               | Fantastic Four vol. 3 #1–15, 1/2; Fantastic Four Annual '98; IronMan #14                                                                                | Scott Lobdell, Chris Claremont | March 2019       | 978-1302916237 |
| Fantastic Four: Heroes Return - The Complete Collection Vol.2               | Fantastic Four vol. 3 #16-32; Fantastic Four Annuals 1999-2000                                                                                          | Chris Claremont, Louise Simonson, Salvador Larocca                                                                                        | March 2020       | 978-1302916237 |
| Fantastic Four: Flesh and Stone                                             | Fantastic Four vol. 3 #35–39 | Jeph Loeb, Rafael Marin, Carlos Pacheco                                                                                                   | November 2000    | 978-0785107934 |
| Fantastic Four: Into the Breach                                             | Fantastic Four vol. 3 #40–44 | Jeph Loeb, Rafael Marin, Carlos Pacheco                                                                                                   | January 2002     | 978-0785108658 |
| Fantastic Four/Inhumans                                                     | Fantastic Four vol. 3 #51–54; Inhumans vol. 3 #1–4 | Karl Kesel, Rafael Marin, Carlos Pacheco                                                                                                  | 2007             | 978-0785127031 |
| Fantastic Four, Vol. 1: Imaginauts                                          | Fantastic Four vol. 3 #56, 60–66 | Mark Waid | April 2003       | 978-0785110637 |
| Fantastic Four, Vol. 2: Unthinkable                                         | Fantastic Four vol. 3 #67–70, 500–502 | Mark Waid | December 2003    | 978-0785111115 |
| Fantastic Four, Vol. 3: Authoritative Action                                | Fantastic Four #503–508 | Mark Waid | December 2003    | 978-0785111986 |
| Fantastic Four, Vol. 4: Hereafter                                           | Fantastic Four #509–513 | Mark Waid | August 2004      | 978-0785115267 |
| Fantastic Four, Vol. 5: Disassembled                                        | Fantastic Four #514–519 | Mark Waid | December 2004    | 978-0785115366 |
| Fantastic Four, Vol. 6: Rising Storm                                        | Fantastic Four #520–524 | Mark Waid | June 2005        | 978-0785115984 |
| Fantastic Four by J. Michael Straczynski, Vol. 1                            | Fantastic Four #527–532 | J. Michael Straczynski | January 2006     | 978-0785117162 |
| Fantastic Four: The Life Fantastic                                          | Fantastic Four #533–535; Fantastic Four Special #1; Fantastic Four: The Wedding Special; Fantastic Four: A Death in the Family                          | J. Michael Straczynski | September 2006   | 978-0785118961 |
| The Road to Civil War                                                       | Fantastic Four #536–537; New Avengers: Illuminati; The Amazing Spider-Man #529–531                                                                      | Brian Michael Bendis, J. Michael Straczynski                                                                                              | February 2007    | 978-0785119746 |
| Fantastic Four: Civil War                                                   | Fantastic Four #538–543 | J. Michael Straczynski, Dwayne McDuffie                                                                                                   | May 2007         | 978-0785122272 |
| The New Fantastic Four                                                      | Fantastic Four #544–550 | Dwayne McDuffie | May 2008         | 978-0785124832 |
| Fantastic Four: The Beginning of the End                                    | Fantastic Four #525–526, 551–553; Isla de la Muerte | Dwayne McDuffie | May 2008         | 978-0785125549 |
| Fantastic Four: World's Greatest                                            | Fantastic Four #554–561 | Mark Millar | March 2009       | 978-0785125556 |
| Fantastic Four: The Master of Doom                                          | Fantastic Four #562–569 | Mark Millar | January 2010     | 978-0785129677 |
| Fantastic Four by Jonathan Hickman, Vol. 1                                  | Fantastic Four #570–574 | Jonathan Hickman | July 2010        | 978-0785136880 |
| Fantastic Four by Jonathan Hickman, Vol. 2                                  | Fantastic Four #575–578 | Jonathan Hickman | December 2010    | 978-0785145417 |
| Fantastic Four by Jonathan Hickman, Vol. 3                                  | Fantastic Four #579–582 | Jonathan Hickman | April 2011       | 978-0785147183 |
| Fantastic Four by Jonathan Hickman, Vol. 4: Three                           | Fantastic Four #583–588 | Jonathan Hickman | November 2011    | 978-0785151432 |
| Fantastic Four by Jonathan Hickman, Vol. 5: Forever                         | Fantastic Four #600–605 | Jonathan Hickman | January 2013     | 0785161538     |
| Fantastic Four by Jonathan Hickman, Vol. 6                                  | Fantastic Four #605–611 | Jonathan Hickman | July 2013        | 978-0785161554 |
| Fantastic Four, Vol. 1: New Departure, New Arrivals                         | Fantastic Four (2012) #1–3, FF (2012) #1–2 | Matt Fraction | April 2013       | 978-0785166597 |
| Fantastic Four, Vol. 2: Road Trip                                           | Fantastic Four (2012) #4–8 | Matt Fraction | September 2013   | 0785166602     |
| Fantastic Four, Vol. 3: Doomed                                              | Fantastic Four (2012) #9–16 | Matt Fraction | March 2014       | 0785188835     |
| Fantastic Four, Vol. 1: The Fall of the Fantastic Four                      | Fantastic Four (2014) #1–5 | James Robinson and Leonard Kirk | September 2014   | 978-0785154747 |
| Fantastic Four, Vol. 2: Original Sin                                        | Fantastic Four (2014) #6–10 | James Robinson and Leonard Kirk | November 2014    | 978-0785154754 |
| Fantastic Four, Vol. 3: Back in Blue                                        | Fantastic Four (2014) #11–16 | James Robinson and Leonard Kirk | May 2015         | 978-0785192206 |
| Fantastic Four, Vol. 4: The End is Fourever                                 | Fantastic Four #642-645 | James Robinson and Leonard Kirk | July 2015        | 978-0785197447 |
| Marvel Knights Fantastic Four, Vol. 1: Wolf at the Door                     | Marvel Knights 4 #1–7 | Roberto Aguirre-Sacasa | September 2004   | 978-0785114710 |
| Marvel Knights Fantastic Four, Vol. 2: The Stuff of Nightmares              | Marvel Knights 4 #8–12 | Roberto Aguirre-Sacasa | January 2005     | 978-0785114727 |
| Marvel Knights Fantastic Four, Vol. 3: Divine Time                          | Marvel Knights 4 #13–18 | Roberto Aguirre-Sacasa | July 2005        | 978-0785116783 |
| Marvel Knights Fantastic Four, Vol. 5: The Resurrection of Nicholas Scratch | Marvel Knights 4 #25–30 | Roberto Aguirre-Sacasa | September 2006   | 978-0785119593 |
| Fantastic Four vs. the X-Men                                                | Fantastic Four vs. the X-Men #1–4 | Chris Claremont | October 1991     | 978-0871356505 |
| Fantastic Four: 1234                                                        | Fantastic Four: 1234 #1–4 | Grant Morrison | September 2002   | 0-7851-1040-2  |
| Fantastic Four: Foes                                                        | Fantastic Four: Foes #1–6 | Robert Kirkman | January 2005     | 978-0785116622 |
| Fantastic Four/Spider-Man Classic                                           | The Fantastic Four #218; Marvel Team-Up #100, 132–133; The Amazing Spider-Man #1; The Spectacular Spider-Man #42; Untold Tales of Spider-Man Annual '96 | Kurt Busiek, Chris Claremont, John Marc DeMatteis, Stan Lee, Bill Mantlo                                                                  | April 2005       | 978-0785118039 |
| Fantastic Four/Iron Man: Big in Japan                                       | Fantastic Four/Iron Man: Big in Japan #1–4; Spider-Man Unlimited #8                                                                                     | Zeb Wells | June 2006        | 978-0785117766 |
| House of M: Fantastic Four/Iron Man                                         | Fantastic Four: House of M #1–3; Iron Man: House of M #1–3                                                                                              | John Layman | July 2006        | 978-0785119234 |
| Fantastic Four: First Family                                                | Fantastic Four: First Family #1–6 | Joe Casey | November 2006    | 978-0785117032 |
| Spider-Man and the Fantastic Four: Silver Rage                              | Spider-Man and the Fantastic Four #1–4 | Jeff Parker | October 2007     | 978-0785126737 |
| Black Panther: Four the Hard Way                                            | Black Panther vol. 4 #26–30 | Reginald Hudlin | November 2007    | 978-0785126553 |
| Black Panther: Little Green Men                                             | Black Panther vol. 4 #31–34 | Reginald Hudlin | May 2008         | 978-0785126577 |
| Secret Invasion: Fantastic Four                                             | Fantastic Four #300, 357–358; Secret Invasion: Fantastic Four #1–3                                                                                      | Roberto Aguirre-Sacasa | February 2009    | 978-0785132479 |
| Fantastic Four: True Story                                                  | Fantastic Four: True Story #1–4 | Paul Cornell | May 2009         | 978-0785128335 |
| Fantastic Four: Lost Adventures                                             | Fantastic Four #296, 543; Fantastic Four: The Lost Adventure; The Last Fantastic Four Story                                                             | Stan Lee | September 2009   | 978-0785140474 |
| Dark Reign: Fantastic Four                                                  | Dark Reign: Fantastic Four #1–5 | Jonathan Hickman | October 2009     | 978-0785139089 |
| Fantastic Four: Extended Family                                             | Fantastic Four #1, 81, 132, 168, 265, 307, 347, 384; Fantastic Four vol. 3 #42; Fantastic Four #544                                                     | Stan Lee, Roy Thomas, John Byrne, Steve Englehart, Walter Simonson, Tom DeFalco, Dwayne McDuffie, Carlos Pacheco, Rafael Marin, Jeph Loeb | March 2011       | 978-0785153030 |
| Fantastic Four by Jonathan Hickman: The Complete Collection Vol. 1          | Dark Reign: Fantastic Four #1–5, "Fantastic Four 570-578 and "Dark Reign: The Cabal" One Shot                                                           | Jonathan Hickman | September 2018   | 978-1302913366 |
| Fantastic Four by Jonathan Hickman: The Complete Collection Vol. 2          | Fantastic Four (1998) 579-588, FF (2011) 1-5 | Jonathan Hickman | September 2019   | 978-1302919634 |

Com a part de la sèrie Epic Collection:
| #  | Title                               | Material collected | Pages | First edition  | ISBN           |
| -- | ----------------------------------- | --- | ----- | -------------- | -------------- |
| 1  | The World's Greatest Comic Magazine | The Fantastic Four #1–18 | 456   | September 2014 | 978-0785188322 |
| 2  | The Master Plan of Doctor Doom      | The Fantastic Four #19–32, Annual #1-2                                                                                            | 448   | July 2017      | 978-1302904357 |
| 3  | The Coming of Galactus              | Fantastic Four #33–51, Annual #3                                                                                                  | 448   | August 2018    | 978-1302913311 |
| 4  | The Mystery Of The Black Panther    | Fantastic Four #52-67, Annual #4-5, and material from Not Brand Echh #1,5                                                         | 448   | August 2019    | 978-1302915568 |
| 17 | All in the Family                   | The Fantastic Four #291–307, Annual #20, The Fantastic Four vs. the X-Men #1-4                                                    | 496   | February 2014  | 978-0785188650 |
| 18 | The More Things Change...           | The Fantastic Four #308-320, Annual #21, The Incredible Hulk #350, Marvel Graphic Novel: Hulk/Thing: The Big Change               | 472   | June 2019      | 978-1302918460 |
| 20 | Into the Time Stream                | The Fantastic Four #334-346, Fantastic Four Annual #23; material from New Mutants Annual #6, X-Factor Annual #5, X-Men Annual #14 | 504   | August 2014    | 978-0785188957 |
| 21 | The New Fantastic Four              | The Fantastic Four #347-361, Fantastic Four Annual #24; material from Marvel Holiday Special #1                                   | 504   | July 2018      | 978-1302911379 |
| 25 | Strange Days                        | The Fantastic Four #403–416, Fantastic Four: The Legend, Onslaught : Marvel Universe; material from Tales of the Marvel Universe  | 472   | June, 2015     | 978-0785192954 |

### Hardcovers
| Title                                               | Material collected | Writer                                                                              | Publication date | ISBN           |
| --------------------------------------------------- | --- | ----------------------------------------------------------------------------------- | ---------------- | -------------- |
| The Best of the Fantastic Four, Volume One          | Fantastic Four #1, 39–40, 51, 100, 116, 176, 236, 267; Fantastic Four Annual #2; Fantastic Four vol. 3 #56, 60; Marvel Fanfare #15; Marvel Two-in-One #50; Marvel Knights 4 #4 | John Byrne, Archie Goodwin, Karl Kesel, Stan Lee, Roy Thomas, Barry Windsor-Smith   | June 2005        | 978-0785117827 |
| Fantastic Four Omnibus, Vol. 1                      | Fantastic Four #1–30, Annual #1 | Stan Lee                                                                            | November 2007    | 978-0785118701 |
| Fantastic Four Omnibus, Vol. 2                      | Fantastic Four #31–60, Annual #2–4 | Stan Lee                                                                            | June 2007        | 978-0785124030 |
| Fantastic Four Omnibus, Vol. 3                      | Fantastic Four #61–93, Annual #5–7, Not Brand Ecch #5–7 | Stan Lee                                                                            | May 2015         | 978-0785191742 |
| Fantastic Four: The Overthrow of Doom               | Fantastic Four #192–200 | Marv Wolfman                                                                        | September 2011   | 978-0785156055 |
| Fantastic Four: In Search of Galactus               | Fantastic Four #204–214 | Marv Wolfman                                                                        | February 2010    | 978-0785137344 |
| Fantastic Four by John Byrne Omnibus, Vol. 1        | Marvel Team-Up #61–62; Marvel Two-In-One #50; Fantastic Four #209–218, 220–221, 232–260 and Annual #17; Avengers #233; Thing #2 | John Byrne                                                                          | November 2011    | 978-0785158240 |
| Fantastic Four by John Byrne Omnibus, Vol. 2        | Fantastic Four #261–295; Fantastic Four Annual #18–19; Alpha Flight #4; The Thing #7, 10 and 19; The Avengers Annual #14; material from Secret Wars II #2; Epic Illustrated #26–34; What If...? #36; What The--?! #2 and 10; Fantastic Four Roast #1; and Fantastic Four Special Edition | John Byrne                                                                          | December 2013    | 978-0785185437 |
| Secret Wars II Omnibus                              | Fantastic Four #282, 285, 288, 316–319, plus others titles. | John Byrne, Steve Englehart                                                         | May 2009         | 978-0785131113 |
| Inferno Crossovers                                  | Fantastic Four #322–324, plus other titles | Steve Englehart                                                                     | September 2010   | 978-0785146711 |
| Fantastic Four: Resurrection of Galactus            | Fantastic Four vol. 3 #46–50, Annual 2001 | Jeph Loeb, Raphael Marin                                                            | January 2011     | 978-0785144762 |
| Fantastic Four, Vol. 1                              | Fantastic Four vol. 3 #60–70; Fantastic Four #500–502 | Mark Waid                                                                           | August 2004      | 978-0785114864 |
| Fantastic Four, Vol. 2                              | Fantastic Four #503–513 | Mark Waid                                                                           | March 2005       | 978-0785117759 |
| Fantastic Four, Vol. 3                              | Fantastic Four #514–524 | Mark Waid, Karl Kesel                                                               | November 2005    | 978-0785120117 |
| Fantastic Four by J. Michael Straczynski, Vol. 1    | Fantastic Four #527–532 | J. Michael Straczynski                                                              | January 2006     | 978-0785120292 |
| The New Fantastic Four                              | Fantastic Four #544–550 | Dwayne McDuffie                                                                     | November 2007    | 978-0785128472 |
| Fantastic Four: World's Greatest                    | Fantastic Four #554–561 | Mark Millar                                                                         | January 2009     | 978-0785132257 |
| Fantastic Four: The Master of Doom                  | Fantastic Four #562–569 | Mark Millar                                                                         | October 2009     | 978-0785133704 |
| Fantastic Four by Jonathan Hickman, Vol. 1          | Fantastic Four #570–574 | Jonathan Hickman                                                                    | March 2010       | 978-0785143178 |
| Fantastic Four by Jonathan Hickman, Vol. 2          | Fantastic Four #575–578 | Jonathan Hickman                                                                    | July 2010        | 978-0785147169 |
| Fantastic Four by Jonathan Hickman, Vol. 3          | Fantastic Four #579–582 | Jonathan Hickman                                                                    | November 2010    | 978-0785147176 |
| Fantastic Four by Jonathan Hickman, Vol. 4          | Fantastic Four #583–588 | Jonathan Hickman                                                                    | May 2011         | 978-0785148913 |
| Fantastic Four Jonathan Hickman, Vol. 5             | Fantastic Four #600–605 | Jonathan Hickman                                                                    | July 2012        | 978-0785161523 |
| Fantastic Four Jonathan Hickman, Vol. 6             | Fantastic Four #605, 606–611 | Jonathan Hickman                                                                    | January 2013     | 978-0785161547 |
| Fantastic Four Vol. 1: New Departures, New Arrivals | Fantastic Four vol. 4 #1–3, FF vol. 2 #1–3, (Ant-Man story) Marvel Point One #1 | Matt Fraction                                                                       | April 2013       | 978-0785166597 |
| Fantastic Four Vol. 2: Road Trip                    | Fantastic Four vol. 4 #4–8 | Matt Fraction                                                                       | September 2013   | 978-0785166603 |
| Fantastic Four Vol. 3: Doomed                       | Fantastic Four vol. 4 # 9–16 | Matt Fraction                                                                       | March 2014       | 978-0785188834 |
| Fantastic Four/Spider-Man Classic                   | The Fantastic Four #218; Marvel Team-Up #100, 132–133; The Amazing Spider-Man #1; The Spectacular Spider-Man #42; Untold Tales of Spider-Man Annual '96 | Kurt Busiek, Chris Claremont, J. M. DeMatteis, Stan Lee, Bill Mantlo                | January 2005     | 978-1415607190 |
| X-Men/Fantastic Four                                | X-Men/Fantastic Four #1–5 | Akira Yoshida                                                                       | February 2005    | 978-0785115205 |
| Fantastic Four: Lost Adventures                     | Fantastic Four #296, 543; Fantastic Four: The Lost Adventure; The Last Fantastic Four Story | Stan Lee                                                                            | July 2008        | 978-0785130970 |
| House of M: Spider-Man, Fantastic Four, and X-Men   | Fantastic Four: House of M #1–3; Spider-Man: House of M #1–5; Black Panther vol. 4, 7; New Thunderbolts #11; Uncanny X-Men #462–465 | Chris Claremont, Reginald Hudlin, John Layman, Fabian Nicieza, Tom Peyer, Mark Waid | December 2009    | 978-0785138815 |
| X-Men vs. Fantastic Four                            | Fantastic Four vs. the X-Men #1–4; Fantastic Four #28 | Chris Claremont, Stan Lee                                                           | January 2010     | 978-0785138075 |
| Fantastic Four: 1234                                | Fantastic Four: 1234 #1–4 | Grant Morrison                                                                      | October 2011     | 0-7851-5896-0  |

## Publicació internacional

### Edicions catalanes en castellà
The Fantastic Four ha estat publicat arreu del món traduït en molts idiomes. A Catalunya, tot i que ser publicada per editorials catalanes (com Ediciones Vértice, Editorial Bruguera i Editorial Planeta) o situades a Catalunya com Panini, només s'ha traduït al castellà.

Vértice va començar la seva publicació el 1969 en mida reduïda i en blanc i negre, retocant les pàgines per adaptar-les al seu format de 20,5x15 cm. fins al juny de 1974. Al mes següent la sèrie va continuar amb nou format més pròxim a l'original, però ara lleugerament ampliat i encara en blanc i negre, i un nou número 1. que va arribar fins al nº177 de la sèrie original. Dos mesos més tard va aparèixer un nou volum però començava novament pel nº1 de la sèrie original, ara publicada en el format del volum 2. No es va publicar en color fins al número 29 d'aquest tercer volum, publicat el juliol de 1980. La sèrie va acabar al desembre d'aquell mateix any.
Durant l'època de Vértice, el 1972, Laida també va publicar un únic número amb el títol Los 4 Fantásticos, incloent quatre números originals.
La següent editorial en publicar Fantastic Four va ser Bruguera, a partir de juliol de 1981 com complement de la seva col·lecció de Spiderman. Ho va publicar partint els episodis originals i sense respectar l'ordre de publicació original, alternant reedicions de còmics publicats per Vértice amb històries que estaven inèdites.
A partir de 1983 Planeta, que ja publicava a través del seu segell Comics Forum Super Conan i Savage Sword of Conan, es va fer amb els drets per publicar la majoria dels còmics de Marvel incloent Fantastic Four, que va començar a publicar pel nº201, quedant durant molt de temps números inèdits. El primer volum va arribar fins al número 134 que va incloure Fantastic Four nº 375.
La sèrie va continuar en gran format en Libros Grandes Sagas Marvel als seus números 10 i 21. Els darrers números es van publicar a Los 4 Fantásticos: In Memoriam, 4F: El asenceso de Atlantis nº1 i 2, Los 4 Fantásticos: Reunión nº1 i 2, Los 4 Fantásticos: Asuntos de familia i Los 4 Fantásticos: Especial Onslaught, on va arribar fins al número 416, el darrer del volum 1 de la sèrie original.
La sèrie va recuperar a continució el format de grapa a partir del volum 2, publicat amb el títol d'Héroes Reborn: Los 4 Fantásticos. El volum 3 original es va dividir en els volum 3, 4 i 5 de Forum. En aquest volum 5 també va publicar la continuació del volum 1 amb la numeració sumada a partir del número 500.
A gener de 2005 Panini, que tenia els drets de Marvel Comics per tot Europa no va renovar la seva cessió a Planeta, passant a publicar-ho per tot Espanya de forma directa. Va continuar inicialment la numeració del darrer volum de Forum, obrint dos nous volums en poc temps. Al seu número 93 va incloure el darrer número del volum 1 en que la publicació original quedava interrumpuda.
Fantastic Four vol.6 ha començat a publicar-se a partir del nº 101 del mateix volum de Panini que va quedar interrumput durant més de dos anys.
Tant Forum com Panini han publicat reedicions en diferents formats de les històries originals completant els inèdits de la sèrie principal.

### Amèrica del nord
A partir del 1962 a Mèxic com Los Cuatro Fantásticos publicat per La Prensa fins a mitjan anys 70, després per Macc Division fins al 1980 i per Novedades Editores de 1980 a 1982 i Canadà de parla francesa com Les Fantastic Four, de 1969 a 1986, després del qual es va fusionar el títol amb Spider-Man durant tres anys més. Els traductors mexicans no eren consistents en les traduccions dels noms de codis dels caràcters; La Cosa es va anomenar Coloso (Colossus) a la primera sèrie, La Mole a la segona i la tercera (que va ser el nom utilitzat per a The Hulk a la primera sèrie). Els altres tres personatges principals tenien noms traduïts més estables: Mister Fantástico (de vegades traduït com a Señor Fantástico), La Chica (o La Mujer) Invisible (que també modificar el nom a l'original) i La Antorcha Humana. El doctor Doom era el doctor Destino i She-Hulk va ser La Woman Hulk en la seva carrera als Fantàstic Quatre. A la pel·lícula, i a les actuacions actuals a Mèxic, Mister Fantastic es coneix com "El Hombre Elástico" (Elastic Man). A Canadà rarament traduïa noms de personatges de la seva versió anglesa, tot i que de vegades canviava entre noms anglesos i francesos del mateix número (The Thing / La Chose, Mister Fantastic / Monsieur Fantastic, Invisible Girl / Fille (o Femme) Invisible, Human Torch) / Torche Humaine). Els noms del doctor Doom i She-Hulk no es van traduir al francès per a les reimpressions canadenques.

### Regne Unit
La publicació britànica de la sèrie va començar en el títol de l'antologia en blanc i negre Mystic a la dècada de 1960. El 1972 es van publicar les aventures de Fantastic Four a partir del número 1 del còmic dels Estats Units a Mighty World of Marvel al costat de les reimpressions de Spider-Man i Hulk quan Marvel Comics va començar la seva empremta Marvel UK. El 1976 la sèrie es va traslladar a The Titans de Marvel UK per reactivar les vendes destacades, a partir del número 27. Al cap d'uns mesos, la característica es va eliminar de The Titans (substituïda per The Avengers) per formar part de la línia del nou Captain Britain Weekly per al seu primer número a l'octubre de 1976. Després de la desaparició del Captain Britain Weekly, Fantastic Four va passar amb el Captain Britain al fusionat Super Spider-man and Captain Britain Weekly, al juliol del 1977. Uns mesos després de la fusió es va llançar el nou títol The Complete Fantastic Four, el setembre de 1977, començant per la història del US Fantastic Four # 133. Inusualment The Complete Fantastic Four va reimprimir un número complet de la publicació nord-americana en un moment en què les històries sempre es dividien en diverses parts. També va començar una reimpressió serialitzada de les aventures de Fantastic Four a US Fantastic Four 1, però aquesta va ser substituïda per The Invaders. El 1978 aquesta sèrie es va fusionar amb Mighty World Of Marvel tornant Fantastic Four al costat de Hulk. La seva darrera aventura en aquest títol va ser el número 329, quan es van mudar perquè el còmic es pogués rellançar com Marvel Comic a principis del 1979. Les seves aventures es van traslladar breument a Spider-Man Comic abans de aturar-se poc després que John Byrne es fes càrrec de les tasques de llapis de la sèrie. Al març de 1980, Marvel UK va llançar el fantàstic Four Pocketbook reimprimint històries de Lee i Kirby.
Des de l'1 d'abril de 1981, Fantastic Four va presentar en 15 números de l'antologia titulada Marvel Action. La sèrie original de Fantastic Four es va traslladar al títol setmanal Captain America de Marvel UK des del número 21, que va mantenir la numeració de Captain America però va adoptar temporalment un nou títol Marvel Action starring Captain America. La sèrie de Fantastic Four es va deixar de publicar quan el Captain America es va fusionar amb un altre títol setmanal antològic de Marvel UK, Marvel Super Adventure, des del número 37.
Després de la cancel·lació del llibre de butxaca al juliol de 1982, la sèrie clàssica de Fantastic Four van continuar en el títol setmanal de Fantastic Four de Marvel UK de curta durada, des del 6 d'octubre de 1982 per a un total de 29 números. Durant 1985, el títol Fantastic Four i altres títols de Marvel com The New Mutants, The Avengers i The X-Men van ser inclosos en el títol de reimpressió Secret Wars II. Principalment es va centrar en números que es creuaven amb la maxisèrie Secret Wars II. Des del 2005, al voltant del llançament de la pel·lícula Fantastic Four, el super-equip va aparèixer a Fantastic Four Adventures, publicat per Panini Comics. El títol va acabar el febrer de 2010.

### França
La història de la publicació a França va començar amb la reimpressió de les deu primeres pàgines de Fantastic Four #50 el 1967 en un títol antològic anomenat "Les Chefs-d'Oeuvres de la Bande Dessinée" (Obres mestres del còmic). El 1974 es van publicar els quatre primers números del títol, una pàgina a cada número, al diari "France Soir". Però principalment, els drets sobre els Fantastic Four a França van ser per una companyia anomenada Editions Lug, que va començar a publicar Fantastic Four primer en un títol d'antologia de 1969 anomenat Fantask, juntament amb els títols on es publicava Spider-Man i Silver Surfer, després en una altra antologia anomenada "Meravella". Els censors es van oposar al contingut del còmic i anomenant "visions de malson" i "terrorífica ciència-ficció" com a raons, forçant les seves cancel·lacions després de 7 i 13 números respectivament. Tot i que van continuar altres antologies amb sèries de Marvel, sobretot "Strange" (amb The X-Men, i les sèries d'Iron Man i Silver Surfer), Fantastic Four va continuar inèdit a França fins al 1973. Editions Lug va crear un format més dirigit als adults; una sèrie de 80 pàgines anomenada Une Aventure des Fantastiques va debutar on va acabar la sèrie antiga, amb les històries que van introduir els Inhumans i Galactus. Aquesta sèrie va durar més de 15 anys, surtint quatre vegades a l'any. A mitjans dels anys 70, Editions Lug va publicar un títol anomenat Spidey incloent principalment reimpressions del còmic juvenil Spidey Super Stories. També hi va aparèixer una sèrie FF de temàtica similar produïda a França. Aquestes històries originals tenien un art que s'assemblava molt a l'obra de Jack Kirby o John Buscema, però els relats en si mateixos incloïen supermalvats diluïts, els FF de vacances i fins i tot el Pare Noel. Aquesta sèrie va ser substituïda per reimpressions de X-Men de la dècada de 1960, quan Marvel va exigir els mateixos drets per a les històries originals d'Editions Lug que per a les reimpressions dels Estats Units. Finalment, una sèrie mensual regular va començar a publicar-se a França i els Quatre Fantàstic van assumir la posició de titulars en l'antologia de butxaca "Nova" (compartint el títol amb Spider-Woman, Peter Parker, She-Hulk i Silver Surfer) i van durar. fins que Marvel va començar a publicar els seus propis títols sota la recent formada línia "Marvel France" a finals dels anys 90. Fantastic Four va compartir espai al llibre propi de Silver Surfer fins que, amb la història de Heroes Reborn, va tenir el seu propi títol, amb el suport de Captain America. "Fantastic Four" va aparèixer a l'antologia "Marvel Legends" i posteriorment va aparèixer a "Marvel Icons", compartint aquest títol amb els Venjadors.
Dues companyies franceses diferents tenien els drets sobre Marvel Comics alhora al final dels anys 70 i principis dels anys 1980. Lug (que finalment va canviar el seu nom per Semic) va publicar Fantastic Four, Spider-Man, X-Men, Daredevil i Iron Man i més sèries relacionades, mentre que Aredit ostentava els drets sobre els Venjadors, Hulk, Thor, Captain America, Namor i moltes de les sèries modernes de la dècada de 1970 com Ghost Rider, Man-Thing, Power Man i la primera sèrie de She-Hulk. Sovint, els creuaments obligarien a una empresa a publicar el títol d'una altra, és a dir, els anuals de Marvel Two-In-One i Fantastic Four que passaven a la història dels Invaders haurien de ser publicats per l'altra companyia i, de fet, aquest particular creuament més va ser publicada dues vegades, una per cada empresa. Això va donar lloc a traduccions diferents dels noms dels personatges: Susan Storm Richards va ser anomenada Jane al seu propi títol per Editions Lug, i Reed es va dir Red, una combinació de lletres més fàcil de pronunciar que el so doble E. Quan Aredit va publicar una aparició de Fantastic Four, van conservar els noms tradicionals dels Estats Units. En general, els seus noms a França eren: Monsieur Fantastic (tot i que Mister també s'utilitzava sovint), L'Invisible, La Chose i La Torche (Rarament s'utilitzava "Humaine" en les edicions franceses). El Doctor Doom es deia Docteur Fatalis i She-Hulk es deia Miss Hulk.

### Alemanya
Die Fantastischen Vier va aparèixer per primera vegada a Hit Comics, un títol setmanal que va alternar la sèrie principal amb altres títols de Marvel. Williams Comics finalment va obtenir els drets sobre la línia de Marvel i va començar a publicar (per primera vegada en color) a mitjans dels anys 70. Fantastic Four va reimprimer-se amb Daredevil i va començar pel número 1. Williams no va publicar cap Annual, i alguns números inicials es van deixar fora (5, 6, 10, 12, 21 i 44). Condor Comic va portar el títol als anys vuitanta i noranta i va publicar una sèrie de 47 llibres de format de butxaca de 168-196 pàgines cadascun. També va publicar una sèrie de paperback en un format similar a la de les Marvel Graphic Novels amb 12 números de 52 pàgines cadascuna. Marvel Deutschland (més tard Panini Comics Deutschland) publica "Die Fantastischen Vier". Des del 2008, la sèrie ha rebut el seu nom original "The Fantastic Four". Els noms alemanys dels personatges són Das Ding (la Cosa), Die Fackel o Die menschliche Fackel (la Torxa Humana), Die Unsichtbare (La Invisible i Mr. Fantastisch (Mr. Fantàstic). Silver Surfer i She-Hulk van conservar els seus noms anglesos. Algunes primeres edicions de Williams es refereixen al doctor Doom com "Doktor Unheil". En una publicació de Williams, Dr.Doom també es coneix com a "Doktor Untergang". Més tard l'anomenen amb el nom original dels Estats Units.

### Itàlia
Corno va publicar inicialment I Fantastici Quattro a Itàlia (primer amb Captain Marvel com a complement, després rotant amb altres sèries). Star Comics va publicar el títol en els anys 90, seguit per Marvel Italia. Els noms de personatges es tradueixen normalment com "la Cosa", "la Torcia Umana", "la Donna Invisibile" i "Mister Fantastic". El doctor Doom és "Dottor Destino"; She-Hulk i Silver Surfer mantenien els seus noms anglesos. També es va estrenar a Itàlia la sèrie I Fantastici Quattro Gigante, una revista sobredimensionada que va imprimir per ordre cronològic totes les aparicions del grup, incloent la sèrie en solitari Human Torch a Strange Tales.

### Altres
També ha estat publicat a Noruega des de 1968 A Grècia, Holanda, Brasil des de 1970 Filipines, Austràlia o Japó.